# 나미하나촌
나미하나촌 또는 나니와촌(浪花村)은 지바현 이스미군에 일찍이 존재했던 촌이다.

## 지리
- 현재의 이스미시 남부, 온주쿠정 동부에 해당한다.
- 마을은 태평양에 면해 있다.
- 마을 지역은 산이 많은 지형이다.

## 역사
- 1889년 4월 1일 - 정촌제 시행에 수반해 이스미군 나미하나촌이 성립하였다.
- 1955년 3월 31일 - 아즈마촌, 도카이촌, 후세촌의 일부와 합병해 오하라정이 성립하였다.

## 인구
| 1891년 | 4,447 |
| 1920년 | 2,420 |
| 1935년 | 2,383 |
| 1955년 | 2,673 |

## 교통

### 철도
- 일본국유철도 (→ 동일본 여객철도)
  - 소토보선

### 도로
- 2급 국도
  - 국도 제128호선

## 참고문헌
- 大原町史編さん委員会編『大原町史 通史編』、大原町、1993年
- 角川日本地名大辞典編纂委員会『가도카와 일본 지명 대사전 12 千葉県』、가도카와 쇼텐、1984年 ISBN 4-04-001120-1